# 观音寺镇 (略阳县)
观音寺镇，是中华人民共和国陕西省汉中市略阳县下辖的一个乡镇级行政单位。

## 行政区划
观音寺镇下辖以下地区：
观音寺村、海棠沟村、毛垭子村、安华庄村、前后沟村、包家沟村、孟家河村和炉子坝村。